# Джерманетто, Джованни
Джова́нни Джермане́тто (итал. Giovanni Germanettoо файле, 18 января 1885, Турин — 7 октября 1959, Москва) — итальянский писатель, публицист, активист коммунистического движения. 

## Биография
С 1906 по 1921 состоял в Итальянской социалистической партии, с 1921 член Итальянской компартии (ИКП). Избирался в ЦК ИКП. В 1930—1946 жил в СССР.
В конце жизни вновь приехал в СССР для лечения. Получившая большую известность автобиографическая повесть «Записки цирюльника» (Memorie di un barbiere) (1930) издана в СССР на русском языке издательством ЗИФ, на английском языке издательством «Co-operative publishing society of foreign workers» в 1934 г., во Франции на итальянском языке (1931) с предисловием Пальмиро Тольятти, переиздана в Риме в 1962 году.